# Uloborus modestus
Uloborus modestus là một loài nhện trong họ Uloboridae.
Loài này thuộc chi Uloborus. Uloborus modestus được Tord Tamerlan Teodor Thorell miêu tả năm 1891.